# You (canción de Kumi Kōda)
«You» es el sencillo n.º 19 de la cantante japonesa Kumi Kōda, lanzado originalmente el 7 de diciembre del 2005 en Japón.

## Información
Aparte de ser el sencillo n.º 19, a su vez es el primero de la serie de 12 sencillos que fueron lanzados cada siete días, dentro de diciembre del 2005, y enero y febrero del 2006. Fue el primer sencillo que logró llegar a la primera posición de las listas de Oricon, y también una de las canciones más exitosas en toda la carrera de Kumi Koda, a pesar de que las baladas no eran generalmente consideradas uno de sus fuertes, ya que ninguno de sus antiguos sencillos de este género no habían tenido un éxito fuera de lo normal, ninguno vendiendo más de 50 mil copias; en cambio "you" logró vender casi 200 mil copias, permaneciendo dentro de los primeros lugares de las listas japonesas por más de tres meses.

## Portada
Así como todas las portadas de los doce sencillos lanzados cada siete días, cada uno también tuvo una portada específica para representar una cierta cultura característica. En este caso la portada del sencillo representa los ambientes árticos del frío país de Alaska.El color que identificaba a "you" era el azul.

## Video musical
El video musical de "you" también tiene algo en particular, ya que es la primera parte de la historia Wish your happiness and love, que está relacionada con otros videos musicales que fueron lanzados posteriormente. El video que continúa la historia del video musical de esta canción es el de feel. El video empieza con tres hombres discutiendo en un pub, uno de ellos habla sobre su experiencia con Kumi, luego la canción empieza a sonar y se ve cómo la relación entre los dos era apasionada y amorosa, pero, poco a poco, se van enfriando (esto se ve en la parte en que ellos comparten la cama y las sábanas van cambiando de color, representando el estado de la relación). Kumi trata de mejorar la situación pero es imposible y decide irse de la casa que compartió con su pareja. Su novio, al darse cuenta de su error, sale desesperadamente a buscarla, en su apartamento, en las calles y al final no la encuentra. El video es un típico video navideño, ya que la nieve es uno de los elementos importantes del video. Kumi camina sobre la nieve, llorando por lo que pasó, hasta llegar a un puente y abrir su maletín para que el viento haga correr todos esos recuerdos.

## Canciones
1. «You»
2. «Sweet kiss»
3. «You» -instrumental-
4. «Sweet kiss» -instrumental-

- Datos: Q307608